# Sarcophaga shermani
Sarcophaga shermani är en tvåvingeart som beskrevs av Parker 1923. Sarcophaga shermani ingår i släktet Sarcophaga och familjen köttflugor. Inga underarter finns listade i Catalogue of Life.